# قلعة هيروشيما

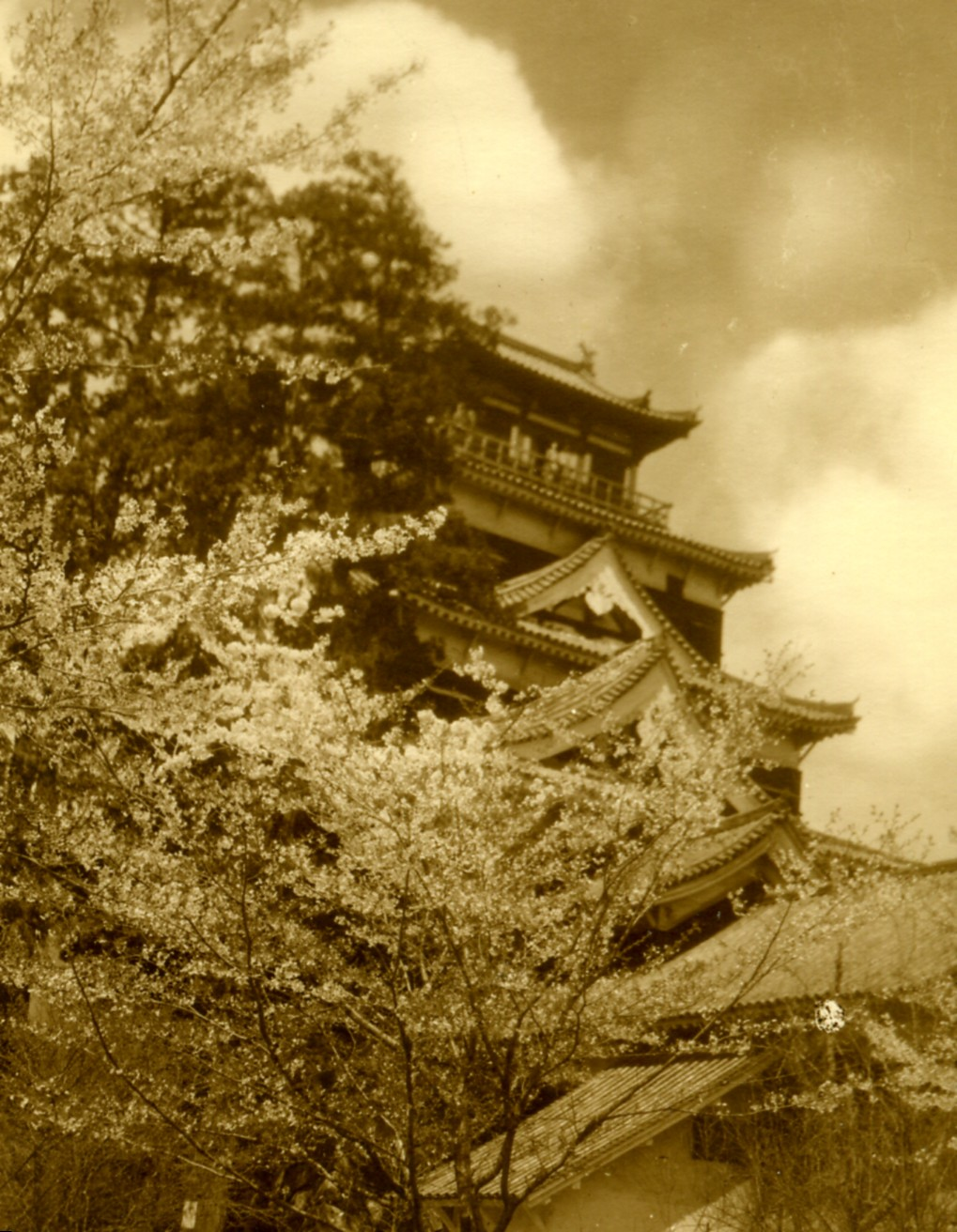
قلعة هيروشيما قبل التدمير بتاريخ 8 أغسطس عام 1945م.

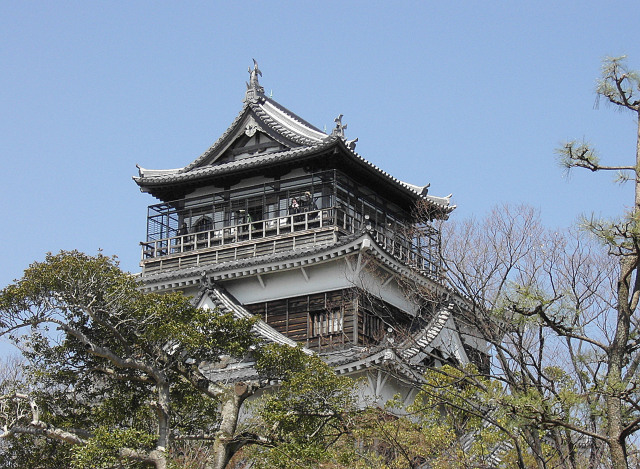
الطابق الأخير لقلعة هيروشيما.

قلعة هيروشيما (باليابانية:広島城) هي قلعة يابانية بينت عام 1599م، وهي مخصصة لحكام إمارة هيروشيما في ذلك الوقت، وبنيت في فترة حكم موري، وتعرضت للتدمير الشامل في 8 أغسطس سنة 1945م، وأغيد بناء القلعة سنة 1955م.

## وصلات خارجية
- Hiroshima Castle official site نسخة محفوظة 4 مايو 2017 على موقع واي باك مشين. 
 (note: students from abroad studying in اليابان, show your Japanese school ID, then entrance fee will be free)
- Junji Akechi, "New theory offered for collapse of Hiroshima Castle tower in the bombing" Chugoku Shimbun Website